# امپراتوری آشور
آشور (خط میخی نو آشوری:، سریانی: ܐܬܘܪ) نام تمدنی بزرگ و باستانی در میانرودان بود. این تمدن ابتدا تبدیل به دولت‌شهری باستانی سپس دولتی منطقه‌ای و در نهایت به امپراتوری عظیم شد. حدود چهار هزار سال پیش این دولت به وجود آمد و مدت هزار و سیصد و پنجاه سال دوام آورد. این پادشاهی بر سرزمین‌های فنیقیه، فلسطین، مصر باستان، بابل، ایلام و باختر فلات ایران تا خلیج پارس حکمرانی می‌کرد. در سال ۶۱۲ پ. م دولت‌های پادشاهی ماد و امپراتوری بابل نو دولت آشور را شکست داده و آن را تسخیر کردند. شهرت آشوری‌ها به جنگیدن، خونریزی، ساخت سلاح، سنگ‌تراشی، ساخت جاده و پُست است. آشوری‌ها بر همسایگان خود تأثیرات بسیار زیادی گذاشتند.
تاریخ این تمدن از اوایل عصر برنز شروع می‌شود و تا اواخر عصر آهن به طول می‌انجامد. تاریخ‌دانان و باستان‌شناسان امروزین معمولاً برای مطالعه این تمدن آن را به دوره آشوری اولیه (c. ۲۶۰۰–۲۰۲۵ پیش از میلاد)، دوره آشوری کهن یا قدیم (c. ۲۰۲۵–۱۳۶۴ پیش از میلاد)، امپراتوری آشور میانه (c. ۱۳۶۳–۹۱۲ پیش از میلاد)، امپراتوری آشوری نو (۹۱۱–۶۰۹ پیش از میلاد) و دوره پسا امپراتوری (۶۰۹ پیش از میلاد- ۲۴۰ میلادی) و بر اساس تغییرات سیاسی و تغییرات تدریجی زبان آشوری تقسیم کرده‌اند. آشور، اولین پایتخت آشوریان، در حدود ۲۶۰۰ سال پیش بنیان گذاشته شد؛ هرچند، هیچ مدرکی دال بر استقلال این شهر تا قبل از فروپاشی سلسله سوم اور تا قرن ۲۱م قبل از میلاد وجود ندارد. آشوریان در دوره آشوری نو به اوج قدرت خود می‌رسند و تا آن زمان هیچ امپراتوری به بزرگی امپراتوری آشوری وجود نداشت و امپراتوری آشوری دارای قوی‌ترین ارتش زمانه خود در جهان بود و دامنه وسعتش از سمت شرق از فلات ایران آغاز و از سمت غرب تا مصر گسترده شده بود.
موفقیت این امپراتوری تنها به خاطر داشتن پادشاهانی جنگجو و پرانرژی نبود، بلکه به دلیل استفاده مؤثر از سیستم‌های مدیریتی پیچیده در سرزمین‌های تصاحب شده این امپراتوری نیز می‌باشد.
این امپراتوری تأثیر به سزایی بر ادبیات و سنت دینی جهان یونانی رومی و عبری داشته‌است.

## دوره آشوری کهن
دولت آشور دولت مهمی بود که در خاورمیانه قدیم تشکیل شد و در آغاز تابع بابل بود. در سال ۱۸۰۰ پ. م فرمانروایان اولیه آشوری شهرهای آشور، اربلا (اربیل) و آراپخا (کرکوک) را یکپارچه کردند و سلسله‌های پادشاهی آشور بعد از سال ۱۴۲۰ پ. م شکل گرفتند.
آشور حدود هزار سال دوام کرد. آشوری‌ها چون سرزمینشان مانند بابل حاصلخیز نبود باج‌گیری و دست‌اندازی به سرزمین‌های دیگر را در پیش گرفتند. نتیجتاً دولت آشور یک دولت حرفه‌ای جنگجو و متجاوز شد.
بزرگ‌ترین پادشاه این دوره اریشوم یکم می‌باشد. اما پس از مدتی بابل دوباره موفق شد آشور را مطیع خود کند. از رویدادهای مهم این دوره پیدا شدن قومی صحراگرد و تازه‌نفس از شرق رود اردن و دریای مرده بود که آشور و بابل را تحت فشار قرار دادند، این مردمان در تاریخ به آرامی‌ها مشهور هستند.

## امپراتوری آشور میانه
شهر آشور اولین پایگاه آشوری‌ها به‌شمار می‌آید و توسعه قدرت آنان از همین شهر آغاز شد، به‌طوری‌که امپراتوری آشور میانه را بنیاد نهادند و گستره توان آشوری‌ها در زمان فرمانروایی توکولتی‌نینورتای یکم (۱۲۰۷–۱۲۴۴پ. م) به بیشینه اوج خود رسید و آشوری‌ها حاکم مطلق سراسر میانرودان شدند؛ و حدود کشور از خاور و باختر توسعه یافت و لبنان و سوریه و فلسطین و مصر امروزی در تصرف آشوریان بود.
بزرگ‌ترین پادشاه این دوره آشور-ناصیر-پال دوم است که توانست مرزهای آشور را تا حدود پادشاهی تیگلات-پیلسر یکم گسترش بدهد. اگر چه آشور در این دروه نیرومندترین حکومت باختر آسیا بود اما پس از مدتی قومی شمالی (ساکن ارمنستان کنونی) بر دولت آشور قیام کردند و دولت آرارات یا وان را پایه‌گذاری کردند، پس از این شورش اقوام دیگر تحت حکومت آشور از اطاعت دولت آشور سرباز زدند و در نهایت شورشی در آشور این دوره را به پایان رسانید.

## امپراتوری آشوری نو
پس از پادشاهی میانه آشور قدرت آشوری‌ها رو به سستی گذاشت، به‌طوری که تا دو یا سه سده پس از پادشاهی «آشور میانه» توسط اقوام بی‌تمدن مورد دست درازی و غارت قرار گرفتند، تا اینکه به مرور به خودباوری رسیدند و جان دوباره گرفتند و درست در همین زمان بود که عظمت و شکوه گذشته شکوفا شد و تمدن میانرودان شکل گرفت. بزرگ‌ترین پادشاه این دوره تیگلات-پیلسر سوم است که ابتدا به بابل لشکرکشی کرد که موفق شد بابلی‌ها و کلدانی‌ها را شکست بدهد، سپس به قسمت‌های شمالی لشکرکشی کرد که توانست قسمت‌های جنوبی سرزمین آرارات را ضمیمه آشور بکند ولی موفق به فتح پایتخت آن نشد.
ویل دورانت در تاریخ تمدن خود می‌گوید: حکومت آشور بانی پال که بر منطقه وسیع سرزمین آشور، بابل، ارمنستان، سرزمین ماد، فلسطین، سوریه، فنیقیه، سومر، ایلام و مصر سایه انداخته بود، بدون تردید یکی از بزرگ‌ترین سازمان‌های اداری بود که جهان مدیترانه یا خاور نزدیک تا آن زمان به خود دیده بود و تنها حمورابی و تحوتموس سوم بودند که قبل از آن بدین‌گونه دستگاه اداری، آن هم نه شبیه به آن، نزدیک شده بودند و تنها پس از آن، دستگاه اداری شاهنشاهی هخامنشی پیش از حمله اسکندر بود که توانست با آن برابری کند.
سرانجام پادشاهی قدرتمند آشور در ۶۱۲ پ. م با هجوم پادشاهی ماد سقوط کرد و قدرت از آشور به نینوا منتقل شد؛ و سپس در نینوا امپراتوری آشور در ۶۱۴ پ. م با هجوم متحد ماد و بابل سقوط کرد و نابود شد و برای همیشه از صفحه تاریخ محو گردید، نابودی آشور آغاز صعود پادشاهی ماد به شاهنشاهی ماد بود.

## ارابه آشوری
یکی از رموز کامیابی سپاه آشور، استفاده مؤثر از ارابه‌های جنگی بود. این جنگ‌افزار متحرک در طی سده‌های سیزدهم و دوازدهم ق. م در دشت‌های شمالی (بین‌النهرین) به کار گرفته می‌شد و سپس با استفاده از اسب‌های چابک‌تر که برای کار با این ارابه پروش می‌یافتند، و بهبود خود ارابه توسعه یافت. ارابه‌های قرن نهم گاه با چهار اسب کشیده می‌شد، اما عدم چابکی و آسیب‌پذیری اسب‌ها باعث شد که دیگر از آن‌ها به عنوان وسیله جنگی استفاده نشود. تغییرات در فناوری آهنگری برای طراحی وسیله نقلیه سبک‌تر با یک قالب چوبی که بر روی یک وسیله فرود فلزی کار گذاشته می‌شد همراه با حرکت محور چرخ به عقب از مرکز، این را به را بهبود بخشید.نتیجه کار، قابل مانور بودن بیشتر ارابه در اثر اصطکاک کم‌تر چرخ بود. ارابه ران خود را در جلوی حفاظ محکم نگاه می‌داشت ضمن آن که مال بند را، که در آغاز بیضی شکل و سپس مستقیم شد، محکم به دست می‌گرفت و بدین ترتیب کنترل دو یوغ اسب آسان‌تر می‌شد. شکل ارابه مستطیلی‌تر شد تا استفاده از زره و خدمه را راحت کند.
با نزدیک شدن زمان نبرد یک اسب اضافی یا یدکی نیز به عقب آن بسته می‌شد. ارابه سبک معمولاً دو خدمه داشت، یکی راننده و دیگری کماندار یا نیزه افکن، اما پس از قرن نهم فرد سومی نیز با یک یا دو سپر برای تقویت عقب ارابه افزوده شد. این ارابه‌ها تکان و شوک شدیدی در مرکز حمله ایجاد می‌کرد، تاکتیکی که ارزش حمله پیاده‌نظامی در نبرد باز را کاهش می‌داد، یا در جناحین در مانورهای محاصره هماهنگ با سواره نظام به کار می‌رفت.

## ویژگی آشوری‌ها

نگاره‌ای امروزی از سرباز نیزه‌دار دوره نو آشوری

از ویژگی آشوری‌ها بی‌رحمی و سنگدلی آن‌ها نسبت به دشمنان بود. علت آن را باید دو چیز دانست، آشوری‌ها باور داشتن بی‌رحمی و سنگدلی با دشمنان مورد رضایت خداوند است و ثواب دارد، چنانچه یکی از پادشاهان آشور به دست خود اسرا را کور می‌کرد و این کار را مورد پسند خدایان می‌دانست. آشوری‌ها چون جمعیت کمی داشتند برای از دست ندادن سرزمین‌های تحت حاکمیتشان که بعدها وسعت زیادی پیدا کرد متوسل به کارهایی می‌شدند که ملل شکست خورده را ناتوان و در برخی موارد نابود می‌کردند.

## معماری

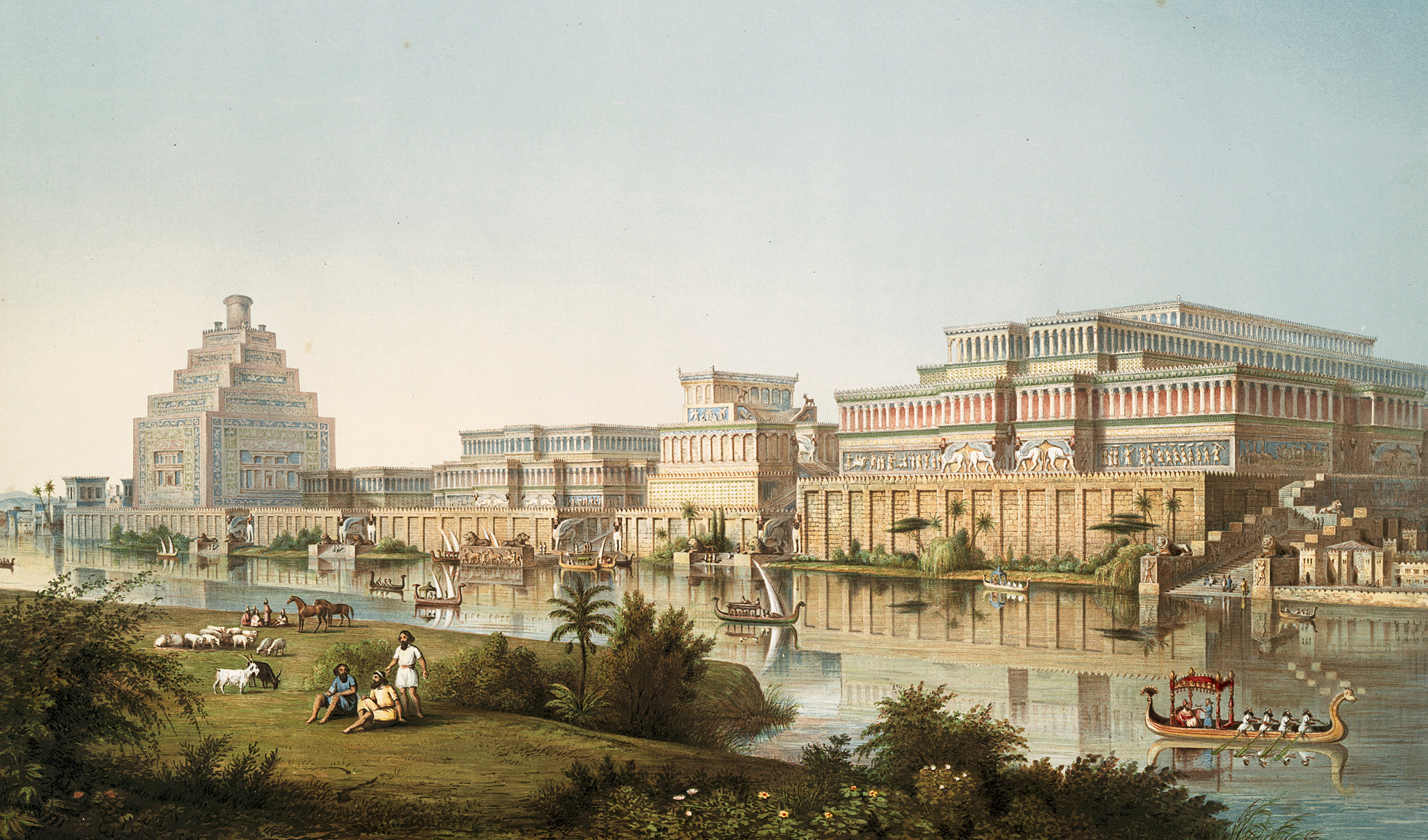
نقاشی‌ای که در قرن ۱۹ برای بازسازی نینوا کشیده شده‌است

## هنر
هنر آشوری دوره‌ای در تاریخ هنر است که در آن اهمیت نقش برجسته‌ها بیشتر شد، یکی از دلایل این امر آن بود که آشوریان قومی شمالی بودند و سنگ آنجا بیشتر یافت می‌شد. با این حال از آشور اغلب نقش برجسته باقی مانده‌است و تنها یک مجسمه. آثار دورهٔ آشور هم حالتی اسطوره‌ای دارند و هم حالتی زمینی و به قدرت پادشاهان می‌پردازند. صحنه‌های نبرد و جنگ در این دوره مشاهده می‌شود و نقش برجسته‌ها بسیار شلوغ هستند.

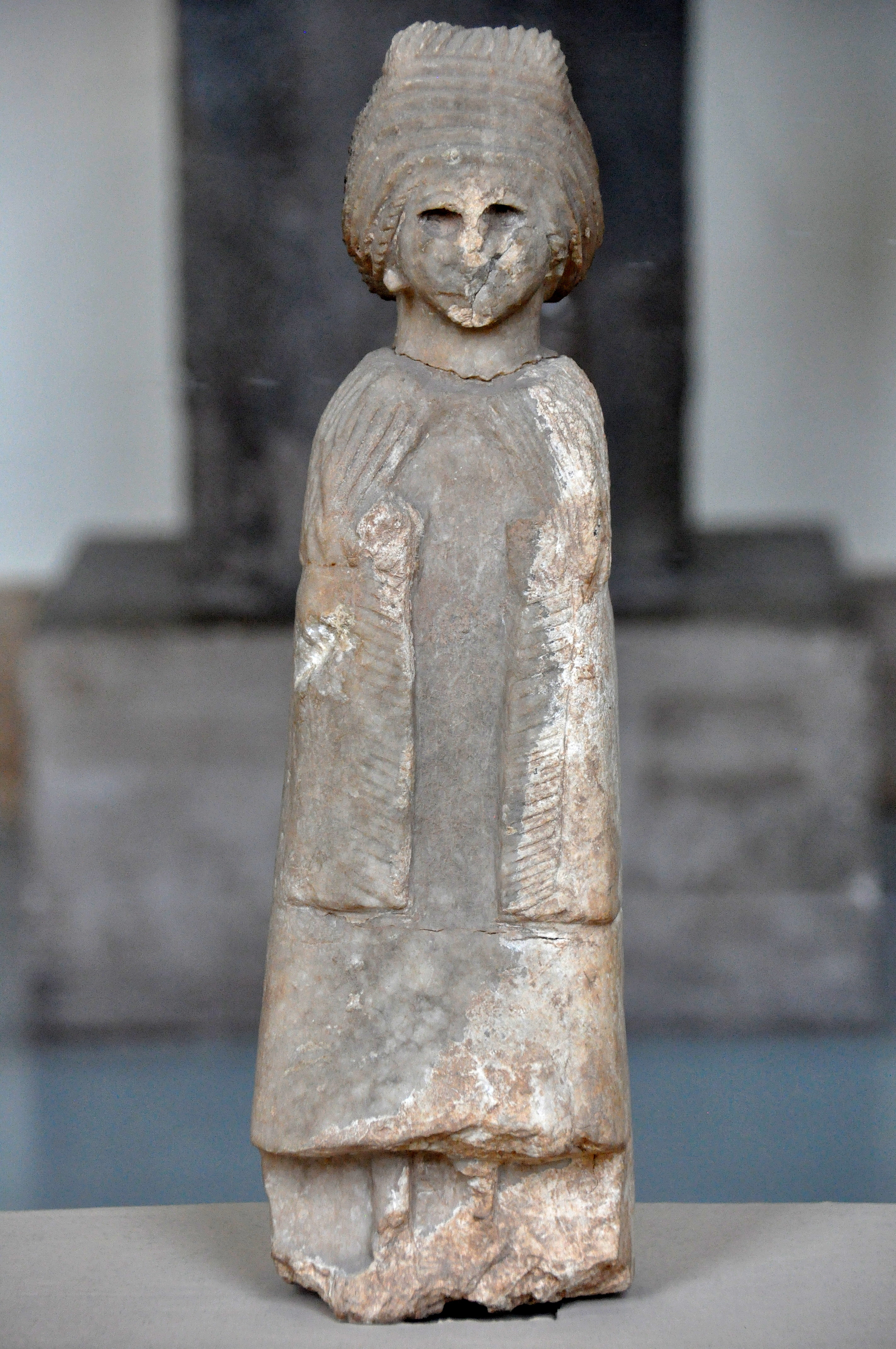
مجسمه زنی در حال دعا،  25th century BC
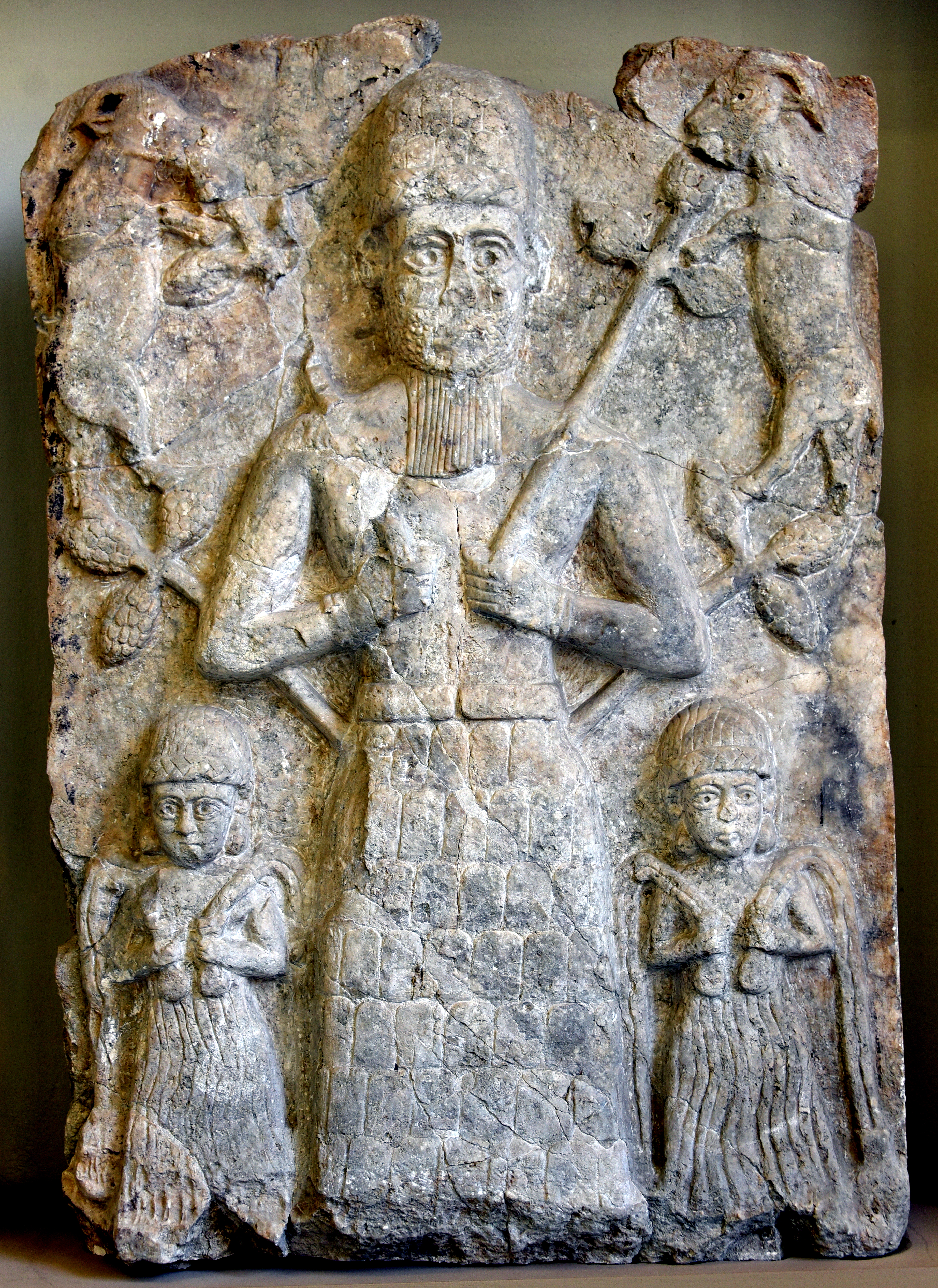
دیواره‌ای که در حال نشان دادن خدای آشور می‌باشد. Ashur, 21st–16th century BC
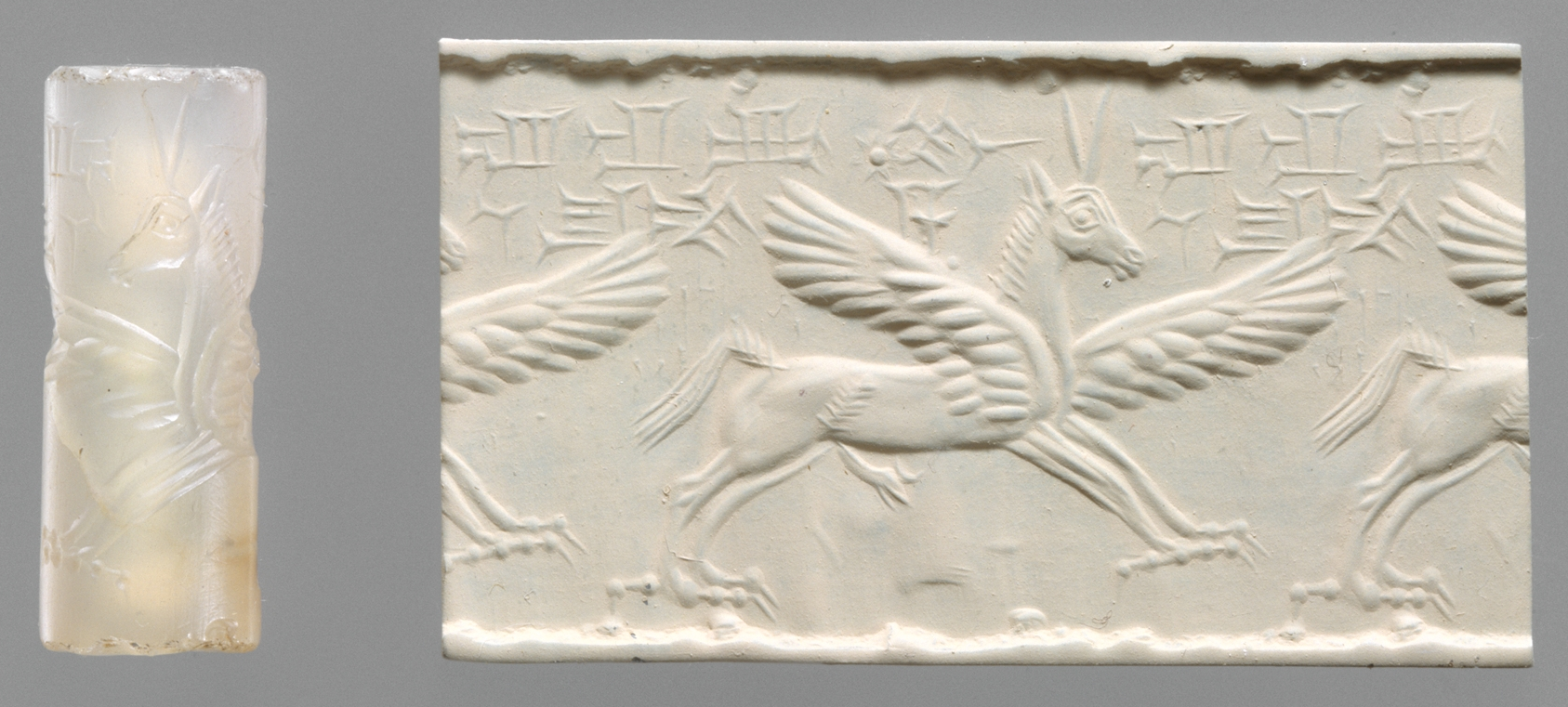
تصویر مهری استوانه ای،  14th–13th century BC
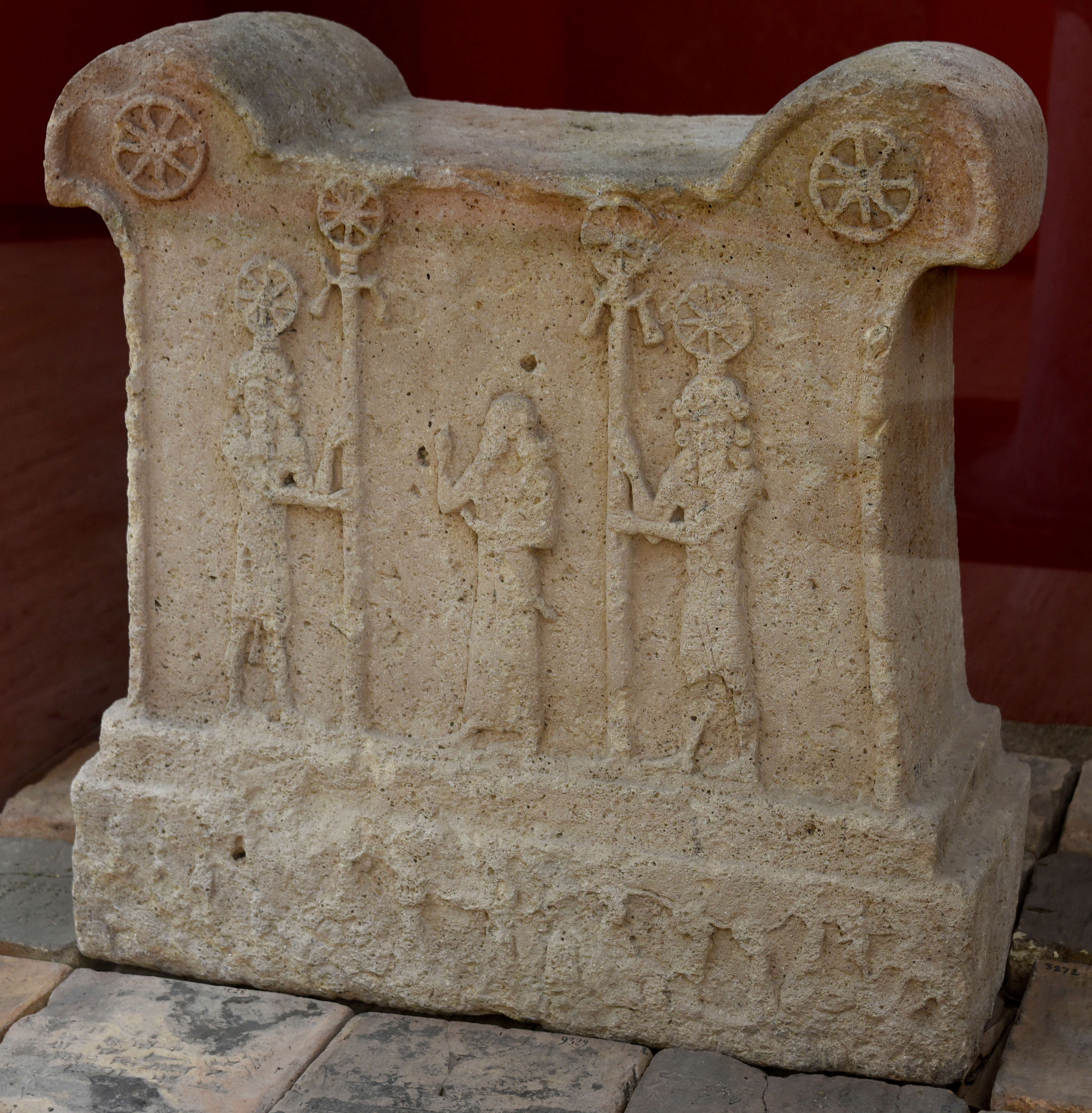
محراب معبد توکولتی-نینورتای یکم،  13th century BC
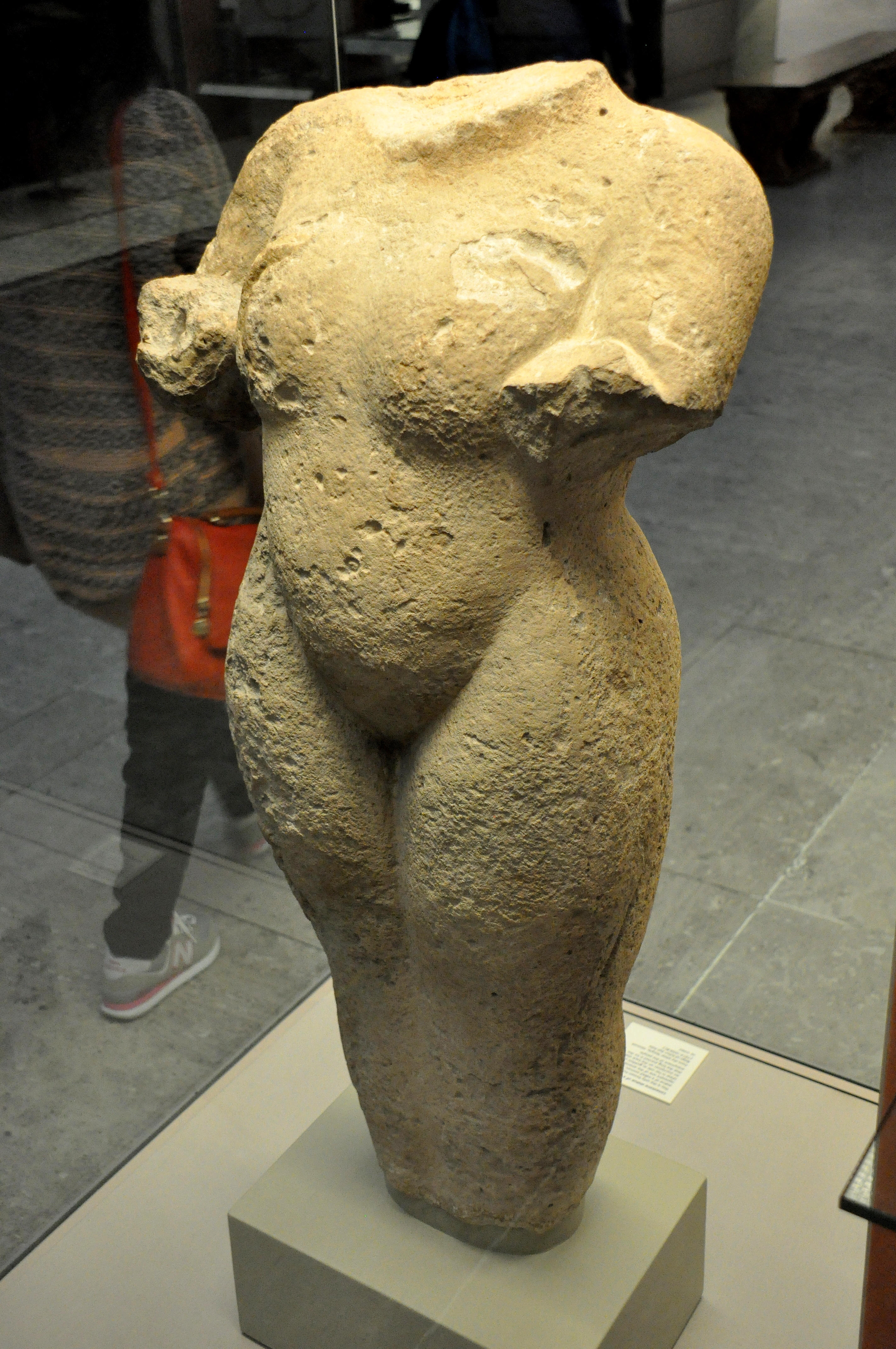
مجسمه زنی برهنه،  11th century BC
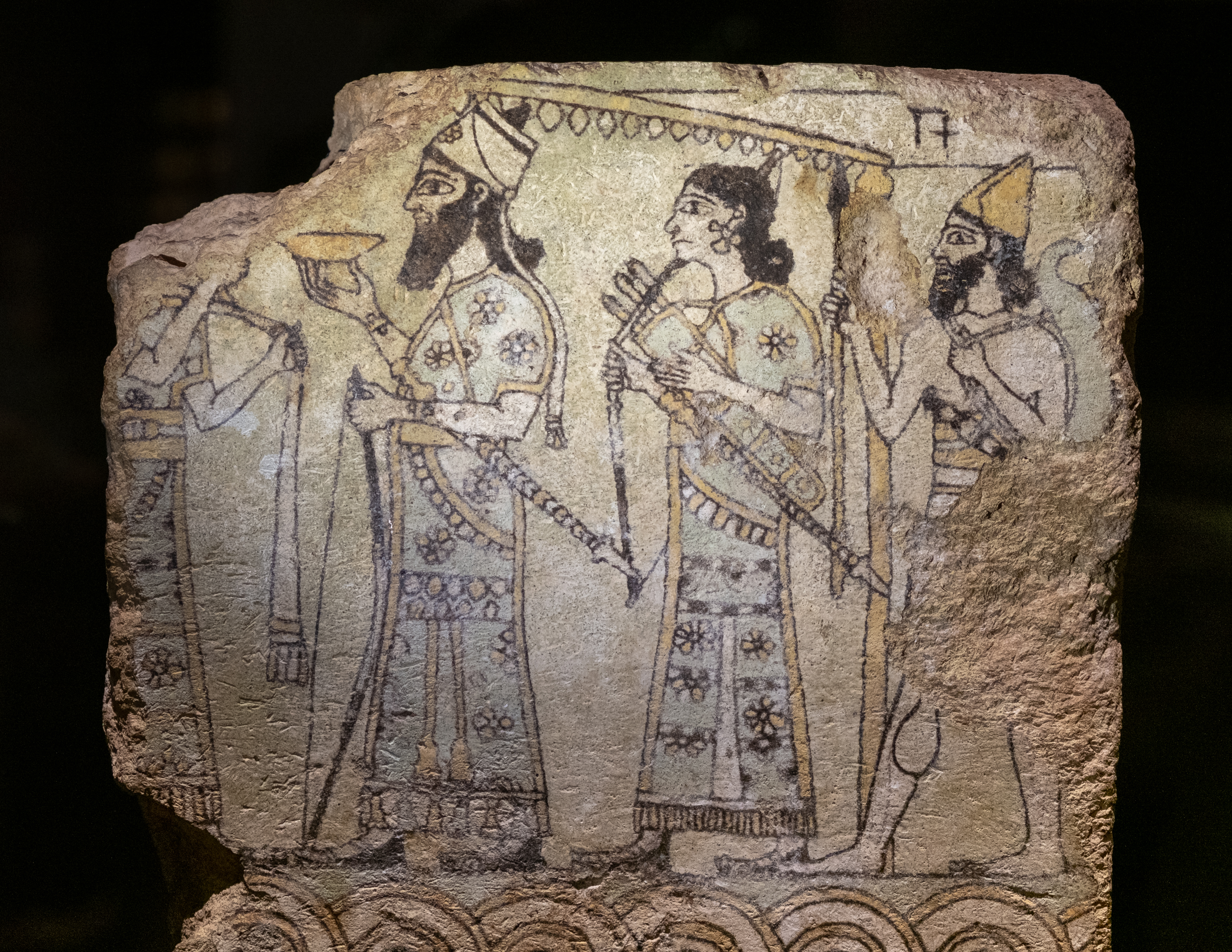
کاشی که پادشاه و همراهانش را نشان می‌دهد،  9th century BC
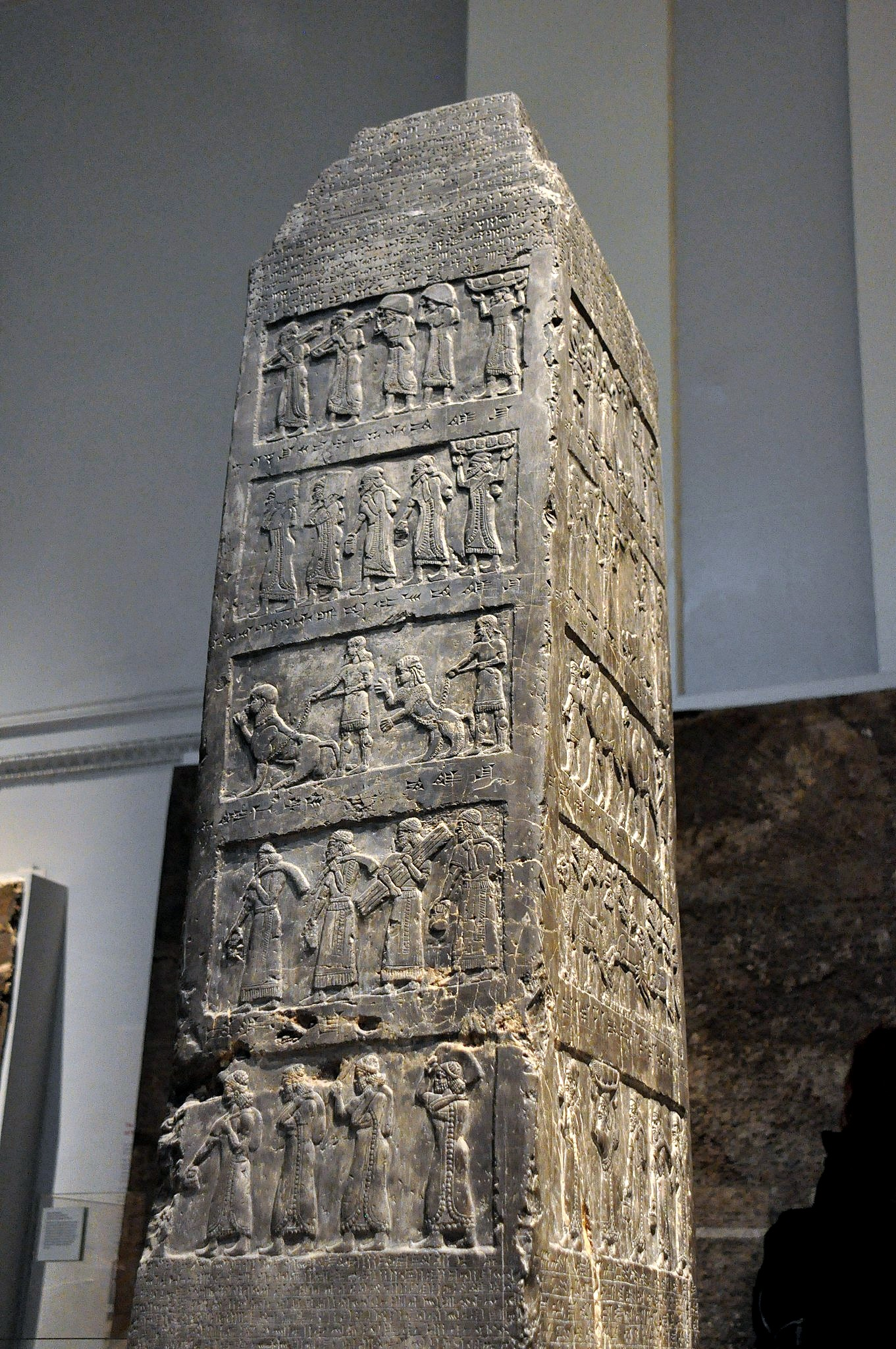
ابلیسک سیاه I, 9th century BC
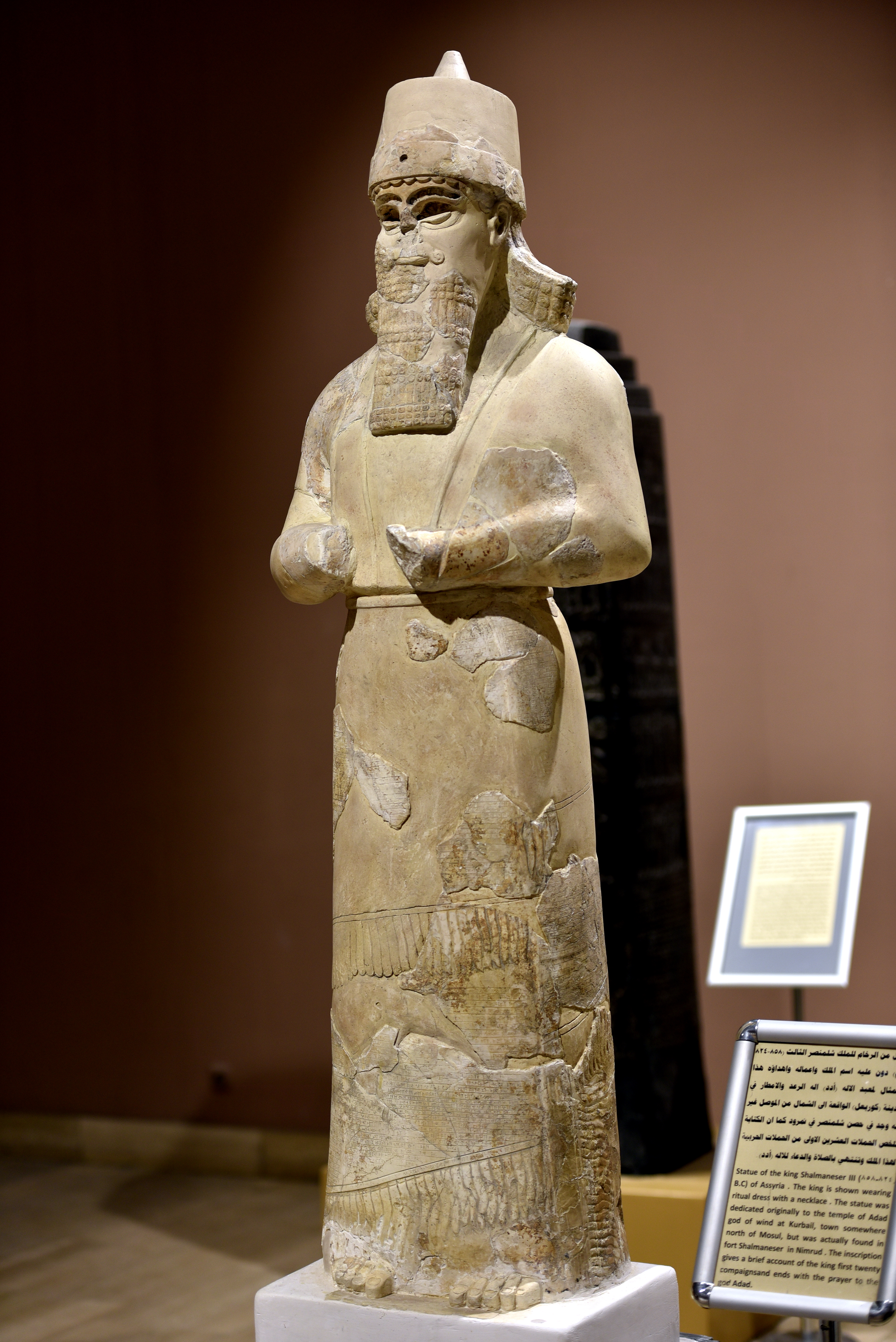
مجسمه شلمنسر سوم،  9th century BC
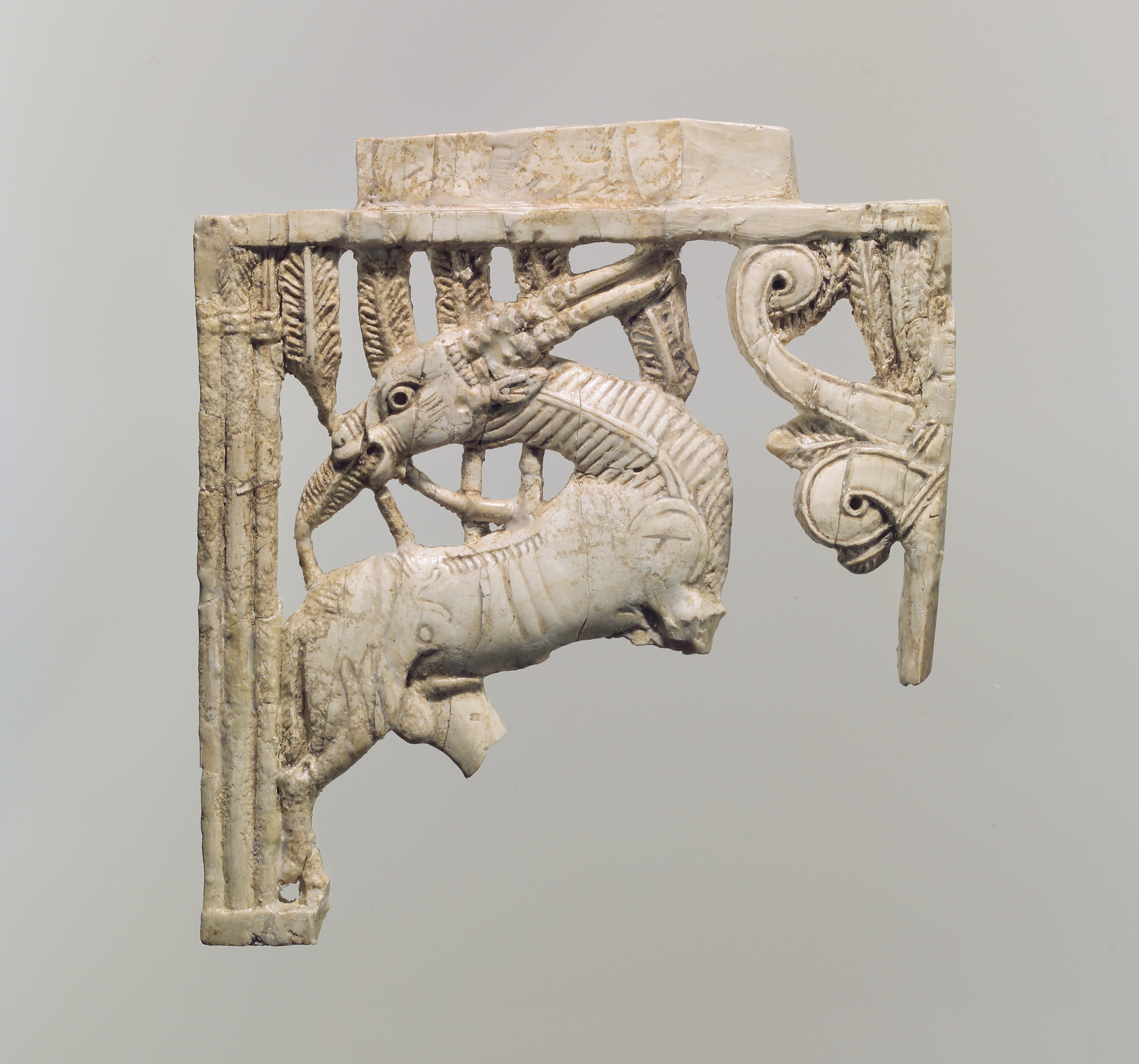
تزیینات اثاثیه،  9th–8th century BC
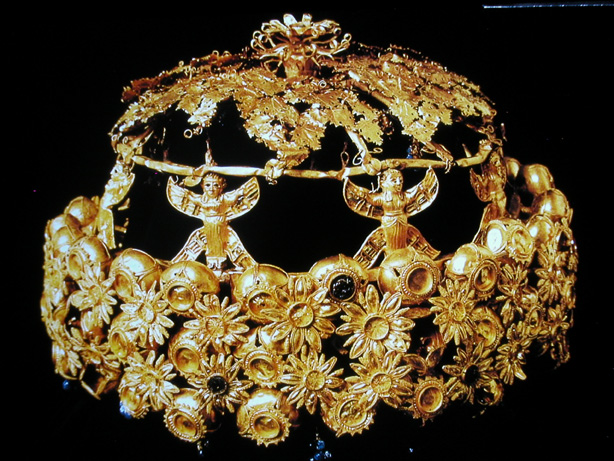
تاج ملکه هاما،  8th century BC
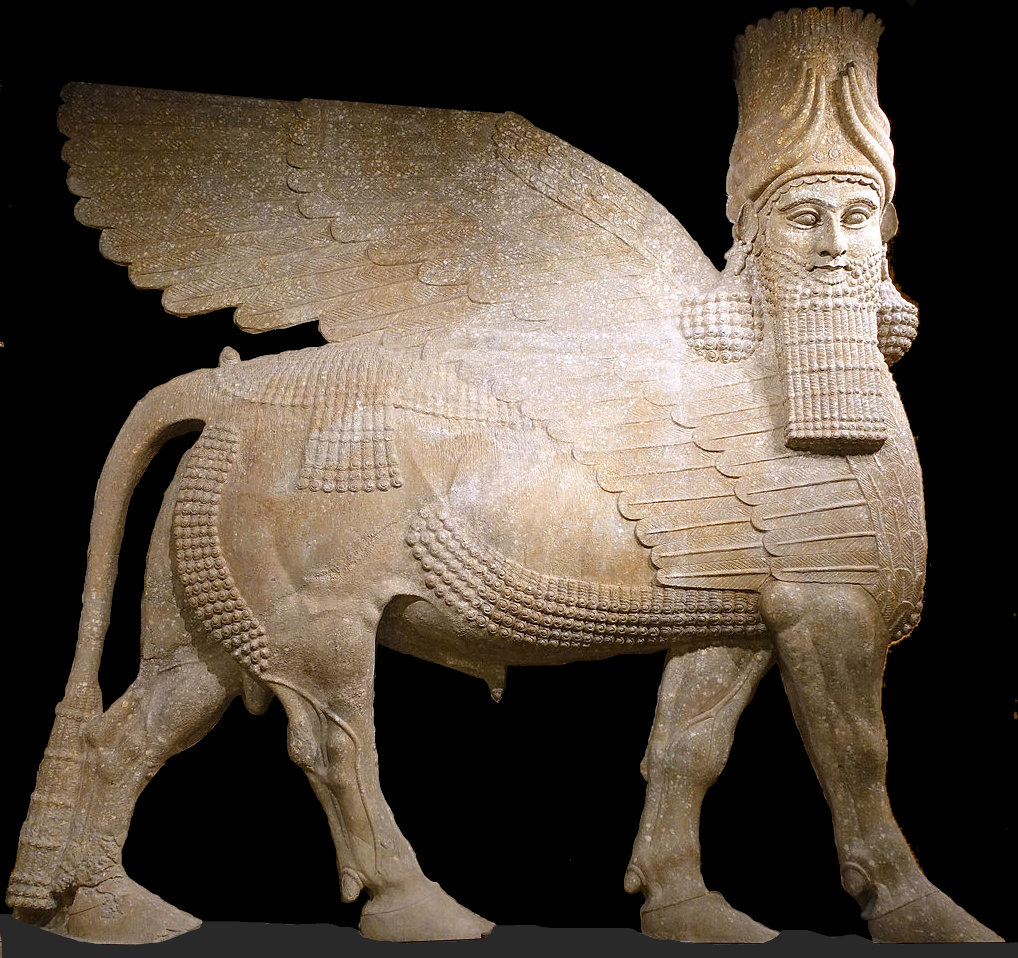
گاو بال‌داری بزرگ،  8th century BC
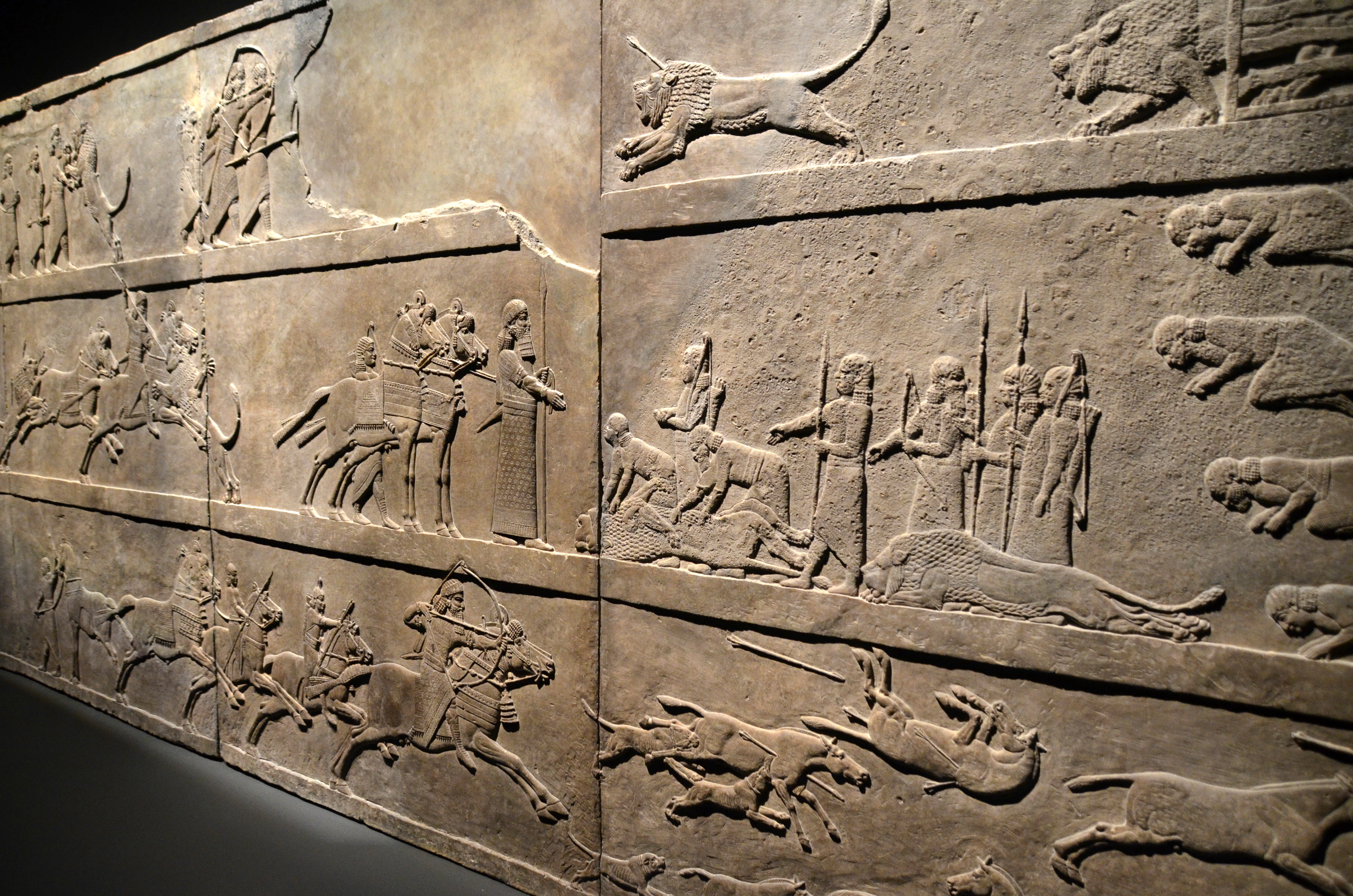
Portion of the Lion Hunt of Ashurbanipal, 7th century BC

## سالشمار
- ۶۳۹ پیش از میلاد آشوربانیپال شاه آشور، ایلام را شکست داد و شوش را غارت کرد. پس از این جنگ، ایلام هرگز به عنوان یک قدرت مستقل ظاهر نگردید.[۱۸]
- ۶۱۲ پیش از میلاد نینوا، پایتخت دولت آشور به دست نیروهای متحد مادی و بابلی تصرف و دولت آشور سقوط می‌کند.
- ۵۳۹ پیش از میلاد اشغال بابل پایتخت دولت امپراتوری بابل نو توسط کوروش بزرگ و سقوط دولت بابل و در پی آن الحاق سرزمین آشور به شاهنشاهی هخامنشی.
- ۱۴۱ پیش از میلاد مهرداد یکم اشکانی وارد میانرودان می‌گردد و شهر سلوکیه را آزاد می‌نماید.
- ۱۱۵ میلادی: اشغال آشوریه، میان رودان (بین‌النهرین) و تیسفون توسط تراژان.[۱۸]
- ۱۱۷ میلادی: مرگ تراژان. عقب‌نشینی هادریانوس از ارمنستان و میانرودان.
- ۲۸۳ میلادی: کاروس امپراتور روم، میانرودان را فتح می‌کند اما سپاهیانش پس از مرگ او بلافاصله آن سرزمین را ترک می‌کنند.
- ۲۹۷ میلادی: گالریوس امپراتور روم، نرسی ساسانی را شکست می‌دهد. بنا بر پیمان‌نامه نصیبین، نرسی از ارمنستان و میانرودان عقب‌نشینی می‌کند.

### مآخذ
- assyria
- Ancient Assyria
- Middle East
- پیرنیا، حسن (۱۳۹۱). تاریخ ایران باستان. تهران: موسسه انتشارات نگاه. شابک ۹۷۸-۹۶۴-۳۵۱-۱۹۲-۰.
- راوندی، مرتضی. تاریخ اجتماعی ایران. ج. ۱. صص. ۱۸۸–۱۸۳.